# 다이아실글리세롤 라이페이스
다이아실글리세롤 라이페이스(영어: diacylglycerol lipase)는 엔도칸나비노이드인 2-아라키도노일글리세롤의 생합성에 핵심적인 효소이다. 다이아실글리세롤 지질가수분해효소, DAG 라이페이스(영어: DAG lipase), DAGL, DGL이라고도 한다. 다이아실글리세롤 라이페이스는 다이아실글리세롤의 가수분해를 촉매하여, 유리 지방산과 모노아실글리세롤을 방출한다.
다이아실글리세롤 라이페이스를 암호화하고 있는 두 개의 개별적인 유전자인 DGLα(DAGLA)와 DGLβ(DAGLB)가 클로닝 되었는데, 이 두 유전자는 서열의 33%가 동일하다.

## 저해제
다이아실글리세롤 라이페이스는 2가지 작용제인 RHC80267와 테트라하이드로립스타틴에 의해 선택적으로 저해된다고 설명되어 왔다.

## 같이 보기
- 다이아실글리세롤
- 라이페이스